# 13e régiment de tirailleurs algériens
Le 13e régiment de tirailleurs algériens était un régiment d'infanterie appartenant à l'Armée d'Afrique qui dépendait de l'armée de terre française. Créé en 1914 comme 2e régiment mixte de zouaves et tirailleurs, il devient le 13e RMT en 1918 puis le 13e RTA en 1920.
 Il est dissous en 1940 puis reconstitué de 1953 à 1964.

## Création et différentes dénominations
13e régiment de tirailleurs algériens
- Création en 1914 comme 2e régiment mixte de zouaves et de tirailleurs.
- En 1918 devient le 13e régiment de marche de tirailleurs.
- En 1920 devient le 13e régiment de Tirailleurs algériens.
- En 1940 dissolution.
- En 1953 reconstitué.
- En 1958 devient le 13e régiment de tirailleurs, le "A" disparaissant.
- En 1964 dissolution.

## Colonelset chefs de corps
- 2e R.M.Z.T.

Lieutenant-colonel Cornu (tué le 29 avril 1915 à la Tranchée de Calonne).
Lieutenant-colonel Lamiable 15 mai 1915.
Lieutenant-colonel Marty 6 février 1918.
Lieutenant-colonel Morin 6 juin 1918.
- 13e R.M.T.

1919 : colonel Morin.
- 13e R.T.A.

1924 : colonel Michelin.
1928 - 1934 : colonel Caillaux, colonel Legrand et colonel Halna du Fretay.
7 juillet 1939 - 29 mai 1940 : colonel Sevez.
- 13e R.T.A.
- 13e R.T. : route de Wissembourg à Landau.

1962 : colonel Favaron, adjoint : colonel Muet.
1963 : colonel Favaron, adjoint : colonel Muet.
1964 : colonel Berque.

## Historique des garnisons, combats et batailles du13eRTA

### Première Guerre mondiale
- Il porte, à la mobilisation, le nom de régiment de marche mixte du Maroc. Il est en réserve de la 6e Armée. Le régiment est formé le 20 septembre 1914 avec des éléments venant du Maroc. Il est composé des 2e bataillon du 4e régiment de Zouaves du 3e bataillon du 3e Tirailleurs puis le 1er bataillon du 9e tirailleurs. Le 25 décembre 1914 à Sète avec trois bataillons il portera le nom de 2e régiment mixte de zouaves et de tirailleurs.
- Le 1er juillet 1918 il prend le nom de 13e régiment de marche de tirailleurs (R.M.T).
- Les Allemands lui ont donné le surnom d’« Hirondelle de la mort ».
- Il a obtenu une citation à l’ordre de l’armée. Son 3e bataillon a été cité deux fois à l’ordre de l’armée.

- Voir historique du 2e régiment mixte de zouaves et de tirailleurs.

#### 1918
- Bataille de la Marne, deuxième bataille de Noyon, bataille de l'Ailette, bataille de Somme-Py.
- En quatre mois de front, le 13e R.M.T. a été cité trois fois à l’ordre de l’armée.
- Les 11 et 12 juin 1918, le 2e R.M.Z.T. participe à la bataille du Matz. Il recevra une citation à l’ordre de l’armée, cette citation ne lui sera pas attribuée, mais elle sera attribuée au 13e R.M.T. pour qui ce sera la quatrième citation à l’ordre de l’armée.

### Entre-deux-guerres
- Le 1er novembre 1920, le 13e R.M.T. devient le 13e Régiment de Tirailleurs Algériens.
- Jusqu’en 1934, il participe aux opérations de pacification du Maroc, Au cours de ces opérations, il a obtenu cinq citations collectives (la croix de guerre des TOE).
- Arrivé en France, il est affecté à la 2e D.I.N.A. Il tient Garnisons à Metz, Caserne d'infanterie du Fort Moselle et Thionville de 1936 à 1939.

### Seconde Guerre mondiale

#### 1939
Mis sur pied de guerre à Metz, fin août 1939, il est d’abord en couverture en Lorraine. Du 18 décembre au 10 mai 1940, il est employé à des travaux défensifs vers Saint-Amand-les-Eaux. Le 11 mai, il entre en Belgique. Attaqué à partir du 14 mai, le régiment subit des pertes sévères au pont de Limal. Replié en direction de Waterloo, sur Lasne. Il se bat à Dunkerque, revenu par Brest et Cherbourg. Ils se regroupent à Bernay le 8 juin 1940. Le régiment est dissous le 14 juin 1940.

Il sera reconstitué le 5 février 1941 en Algérie, à Maison Carrée. Pour quelques semaines car il devient le 5e RTA le 1er mars de la même année.

#### 1940
- 25 au 30 mai 1940 à la Poche de Lille
- 19 au 21 juin 1940, Défense de la Loire dans le secteur de Saumur

## Après 1945
Recrée le 1er septembre 1953 en Allemagne (FFA) avec les éléments du 7e RTA qui ne sont pas partis en Indochine.

Il stationne à Coblence il appartient à la 2e D.I.
 À partir de 1957, le régiment tient garnison à Landau et Neustadt.

À partir de 1958, le régiment se motorise et puis le "A" disparaissant il devient le 13e régiment de tirailleurs le 1er novembre 1958. Il sera dissous en 1964.

## Traditions

### Inscriptions portées sur le drapeau du régiment
Il porte, cousues en lettres d'or dans ses plis, les inscriptions suivantes :
- Le Matz 1918
- Soissonnais 1918
- L'Ailette 1918
- Somme-Py 1918
- Maroc 1919-1934
- Flandres 1940

### Décorations
Sa cravate est décorée de la Croix de guerre 1914-1918  avec 4 palmes (quatre citations à l'ordre de l'armée), de la Croix de guerre des Théâtres d'opérations extérieurs  puis la Médaille du Mérite Chérifien.
il porte la Fourragère aux couleurs du ruban de la Médaille militaire.

### Voies portant le nom du régiment
- Avenue du Treizième Tirailleurs et Pont du 13e Tirailleurs Algériens à Limal (Belgique)

## Sources et bibliographie
- Anthony Clayton (trad. de l'anglais par Paul Gaujac), Histoire de l'armée française en Afrique : 1830-1962 [« France, soldiers and Africa »], Paris, A. Michel, 1994, 550 p. (ISBN 978-2-226-06790-6, OCLC 30502545)
- Robert Huré, L'Armée d'Afrique: 1830-1962, Charles-Lavauzelle, 1977
- Historique du 13e régiment de marche de tirailleurs algériens : (ex 2e régiment mixte de zouaves et tirailleurs) : 48e division, Bad-Ems, 1919, 11 p., lire en ligne sur Gallica.